# تاریخ آلبانی

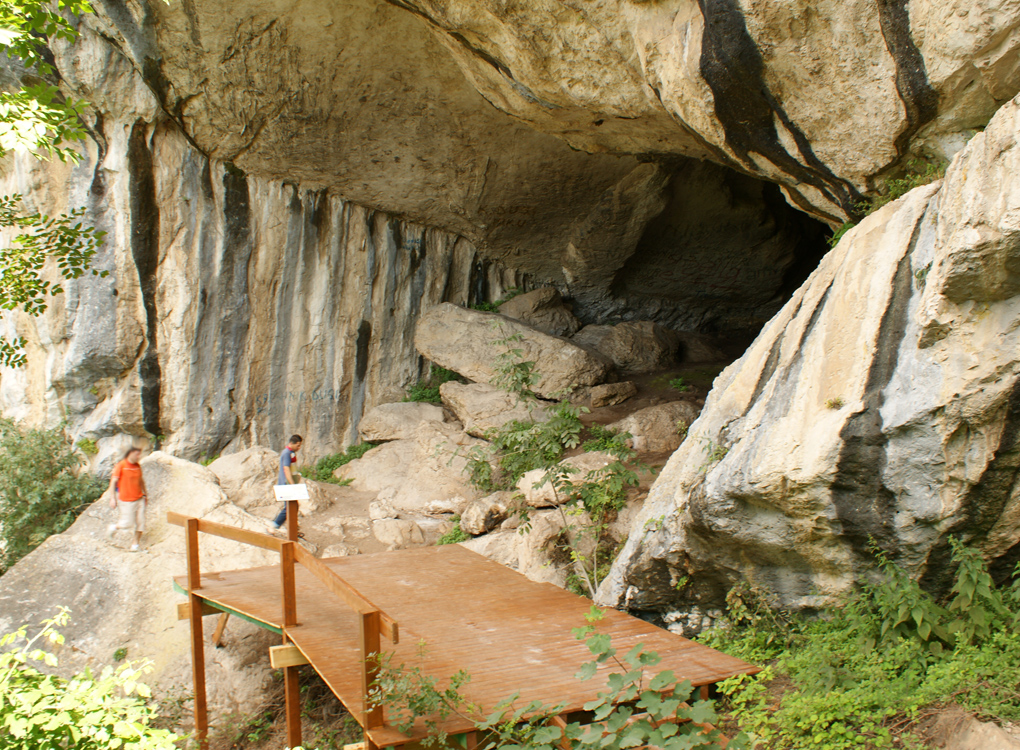
غار پلومباس در نزدیکی تیرانا که یکی از سکونت‌گاه‌های انسان‌های دوران پارینه‌سنگی میانی بوده‌است.

آلبانی دارای تمدن و فرهنگ دیرینه و کهنی است. شواهد و مدارک بی‌شمار کشف شده از دوران نوسنگی، آلات و ابزار سنگی مورد استفاده قرارگرفته که متعلق به ۱۰۰۰۰ سال تا ۱۰۰۰۰۰ سال پیش بوده‌است. شواهد استقرار فرهنگی مهمی در دوره جدید عصر حجر و دوره سوم عصر حجر که بین ۲۰۰۰ سال تا ۶۰۰۰ سال قبل از میلاد مسیح دلالت می‌کند.
تاریخ‌نویسان آلبانی بر این باورند که آلبانی‌ها از قوم ایلیری هستند که از اروپای مرکزی به سرزمین ایلیریا، وسیع‌تر از آلبانی کنونی شامل اسلوونی، مقدونیه، مونته‌نگرو و بخشی از شمال یونان مهاجرت کرده‌اند. این سرزمین در طول تاریخ حیات زندگی خود همواره تحت تسلط نیروهای خارجی از رومی‌ها گرفته تا امپراتوری عثمانی بوده و دوره تسلط حکومت عثمانی از سال۱۹۱۲-۱۳۸۲ بوده است.
در سال ۱۹۱۲ آلبانی به استقلال رسید. اسماعیل پاشا، احمد زوغو، انور خوجه و رامیز علیا از رهبران این کشور تا قبل از برگزاری انتخابات برای تعیین رهبر و رئیس جمهور بودند. در سال ۱۹۹۱ اولین انتخابات پارلمانی برگزار و حزب کارگر که به حزب سوسیالیست تغییر نام یافته بود در این انتخابات اکثریت آراء را کسب کرد. فاتوس نانو رئیس دولت و رامیز عالیا رئیس جمهور آلبانی انتخاب شدند. از سال ۱۹۹۱ تشکیلات حکومتی کشور آلبانی از سه قوه مقننه، مجریه و قضائیه تشکیل شده است.

## نیاکان

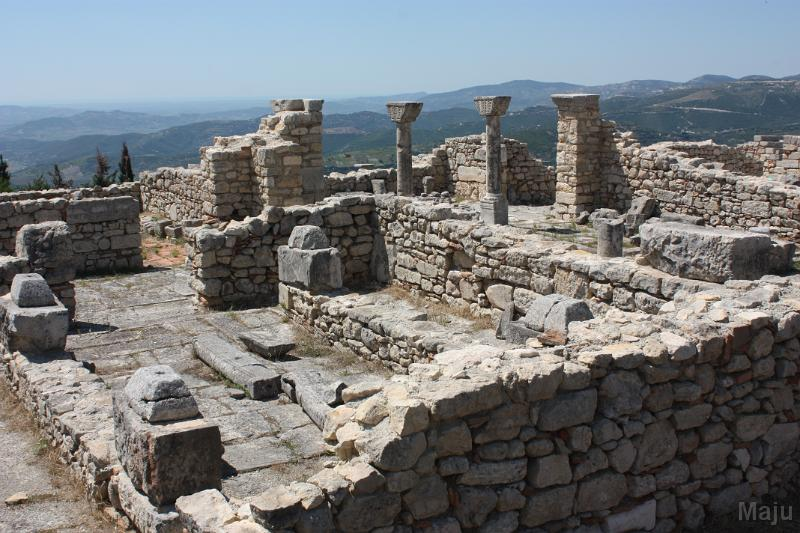
خرابه‌های یک شهر ایلیری در آلبانی

نیاکان آلبانیایی‌ها را قوم هندواروپایی ایلیری تشکیل می‌دهند، بعضی‌ها معتقدند که ایلیری‌ها حدود ۲۵۰۰ سال پیش از اروپای مرکزی و مشخصاً آلمان کنونی به ایلیریا شامل منطقه‌ای چند بار وسیعتر از آلبانی کنونی مهاجرت کردند. تاریخ آلبانی نشان می‌دهد که در اوایل هزاره دوم قبل از میلاد در ایلیریا مردمانی زندگی می‌کرده که آن‌ها را قوم ایلیری می‌نامیم، گسترده جغرافیایی ایلیریا بسیار وسیعتر از آلبانی کنونی بوده‌است و اسلوونی، کرواسی، مونته‌نگرو و مقدونیه و یونان شمالی را شامل می‌شده‌است. در نقاط دیگر بالکان از جمله هرزگوین و مونته‌نگرو، ایلیری‌ها در مقابل مهاجمان روم و اسلاو عقب‌نشینی کردند و عمدتاً ایلیری‌ها در منطقه کنونی آلبانی ماندگار شدند. فرهنگ ایلیریایی‌ها بسیار قدیمی و از زمان سنگی متکامل شده‌است این فرهنگ در سرزمین آلبانی تا دوره برنز حدود سال ۲۰۰۰ پیش از میلاد مسیح بوده‌است. در طی سده‌های پیاپی، اندیشه، آداب و رسوم ایلیری با مسیحیت و اسلام در آلبانی پیوند خورده‌است.

## دوره یونانی‌ها و رومی‌ها

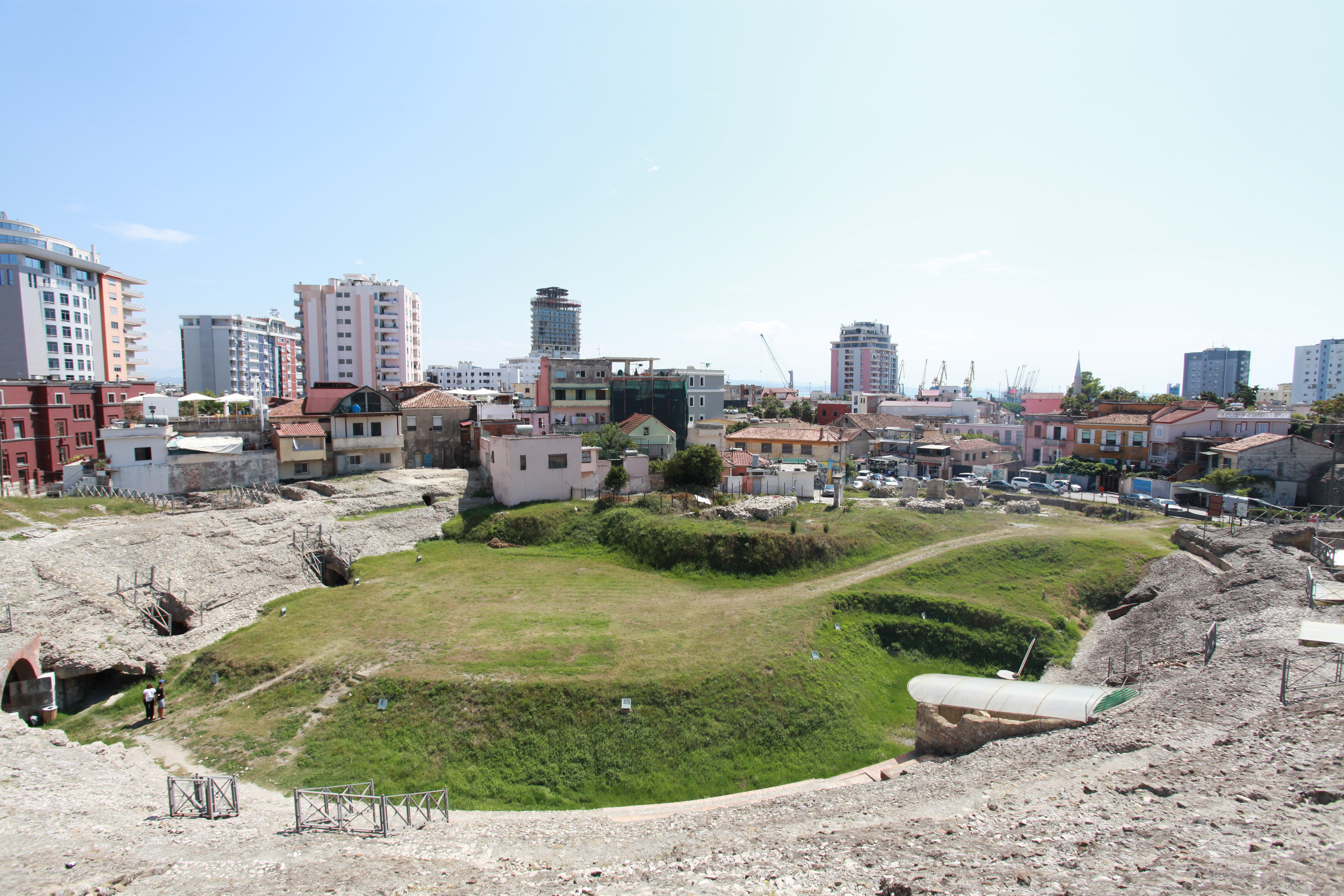
آمفی‌تئاتر رومی دراج

منطقه آلبانی از دیرباز، مورد توجه قدرت‌های بزرگ بود. نخست، یونانیان در دوران پیش از ظهور مسیحیت به این منطقه حمله کردند و منطقه را تحت سلطه خود درآوردند. ایلیری‌ها در مناطق جنوبی و حاشیه دریای آدریاتیک، از یونانی‌ها شکست خوردند. یونانی‌ها، مستعمرات خود از جمله شهرهای اپیدامنوس و آپولونیا (جنوب آلبانی) را در سده هفتم پیش از میلاد بنا کردند. مبارزه ایلیری‌ها با یونانی‌ها در آب‌های دریای آدریاتیک سده‌ها ادامه داشت. دزدان دریایی ایلیر، مانع از برقراری امنیت و نظم مطلوب یونانی بودند.
کشور آلبانی در دوره‌های بعد، حوزه نفوذ قدرت‌های بزرگ شد. این منطقه زمانی جزو مستعمرات امپراتوری روم غربی بود و درگیری و رقابت میان دو امپراتوری روم غربی و شرقی، بارها سرنوشت منطقه را تغییر داد. با این وجود ایلیری‌ها توانستند در مقابل حملات و تجاوزات امپراتوری‌های غربی و شرقی، اسلاوها و نهایتاً ورود ترکان عثمانی به این سرزمین، هویت تاریخی خویش را حفظ کنند. مهم‌ترین خطر آلبانی از ناحیه اسلاوها بود که از سوی امپراتوری روم شرقی حمایت می‌شدند.
حملات اسلاوها با پشتیبانی کنستانتینوپول در سده‌های ۷ تا ۹ میلادی رخ داد و به نابودی و تخریب فرهنگی و تمدنی روم کاتولیک منجر گردید. اسلاوها، به تخریب فرهنگی و تمدنی و کشتار ایلیری‌ها پرداختند. در نتیجه این حملات پیاپی، بسیاری از آلبانیایی‌ها به مناطق کوهستانی رفتند.
در سده‌های یکم و دوم پیش از میلاد، حکومت ایلیر تحت فشار شدید رومی‌ها بود، ایلیری‌ها بخش بزرگی از قلمرو خود را در هرزگوین و مونته‌نگرو از دست دادند. در سال ۱۶۸ ق. م مقر پادشاهی ایلیر در اسکودار به دست رومیان تسخیر شد و بدین ترتیب، حکومت طولانی رومی‌ها بر سرزمین کنونی آلبانی آغاز شد و تا ۴ سده بعدی ادامه داشت. رومی‌ها مستعمرات و پادگان‌های نظامی ایجاد کرده و به لاتینی‌سازی، شهرهای کناره دریای آدریاتیک پرداختند. مانوی‌گری یکی از عناصر فرهنگ شرقی بود که از طریق رم وارد آلبانی گردید. عناصر مانوی تأثیر برجسته‌ای در کلیسای بوگومیل داشتند و احتمال آن نیز است که مجموع قوانین کهن ایلیری بر مبنای قوانین و دستورهای مانوی تدوین شده باشد.

## دوره عثمانی

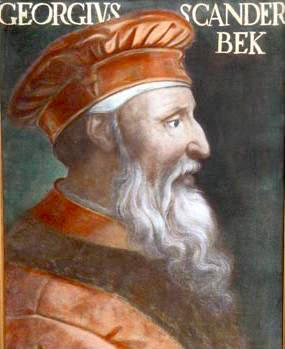
اسکندربیگ (گیرگی کاستریوتی).

تسلط عثمانی‌ها در تاریخ آلبانی طولانی‌ترین دوران استیلای حکومت خارجی بر این سرزمین است. پس از رومی‌ها، حکومت عثمانی یکی از اثرگذارترین قدرت‌های دوران تاریخ بر آلبانی می‌باشد تا قرن چهاردهم که هیچ کشوری نتوانسته بود به دلیل کوهستانی بودن برخی از مناطق مسکونی آلبانیایی بر آن‌ها سیطره و نفوذ کند، عثمانی‌ها موفق شده‌بودند بر آن مناطق دسترسی پیدا نمایند و یک حکومت مرکزی مورد علاقه خود مستقر سازند که کاملاً با آداب و رسوم قبیله‌ای مردم تفاوت داشت.
بسیاری از روشنفکران مسیحی یا روشنفکران مسلمان لاییک، با هدف ایجاد جامعه‌ای متمایز با جامعه عثمانی آلبانی، توجه زیادی به قهرمانان و شخصیت‌های مسیحی کردند. ضدیت با عثمانی به عنوان بیگانگان و متجاوزان، به طرح ادبیات ضد دینی یا مسیحیایی منجر شد. دولت کمونیستی آلبانی نیز در سال ۱۹۶۸، اسکندربیگ را قهرمان ملی اعلام کرد. اسکندربیگ قهرمان آلبانیایی است که در کودکی اسلام آورد و در دربار سلطان مراد دوم تربیت شد. سلطان بعدها او را به دلیل شجاعت و شایستگی‌های نظامی، به مقام بیک رسانید و فرماندهی قشون نظامی را بدو سپرد ولی اسکندربیک به آلبانی بازگشت و دوباره به مسیحیت گروید و نام گیرگی کاستریوتی را برگزید.
اسکندربیگ به مدت ۲۵ سال علیه عثمانی جنگید. هدف او، آزادسازی آلبانی بود. پرچم وی به رنگ سرخ با دو عقاب سیاه‌رنگ، از قدیمی‌ترین نشان‌های ایلیری بود. جمله او معروف است که خطاب به مردم گفت: «من برای شما آزادی نیاوردم، من آن را اینجا در میان شما یافتم.» او از حمایت دولت‌های مسیحی و نیز، ناپل، مجار و پاپ برخوردار بود و جزو نیروهای صلیبی مورد حمایت پاپ در بالکان شمرده می‌شد. تنها بعد از مرگ اسکندربیگ بود که راه برای عثمانی‌ها باز شد و آن‌ها توانستند منطقه را به تصرف کامل خود درآورند.

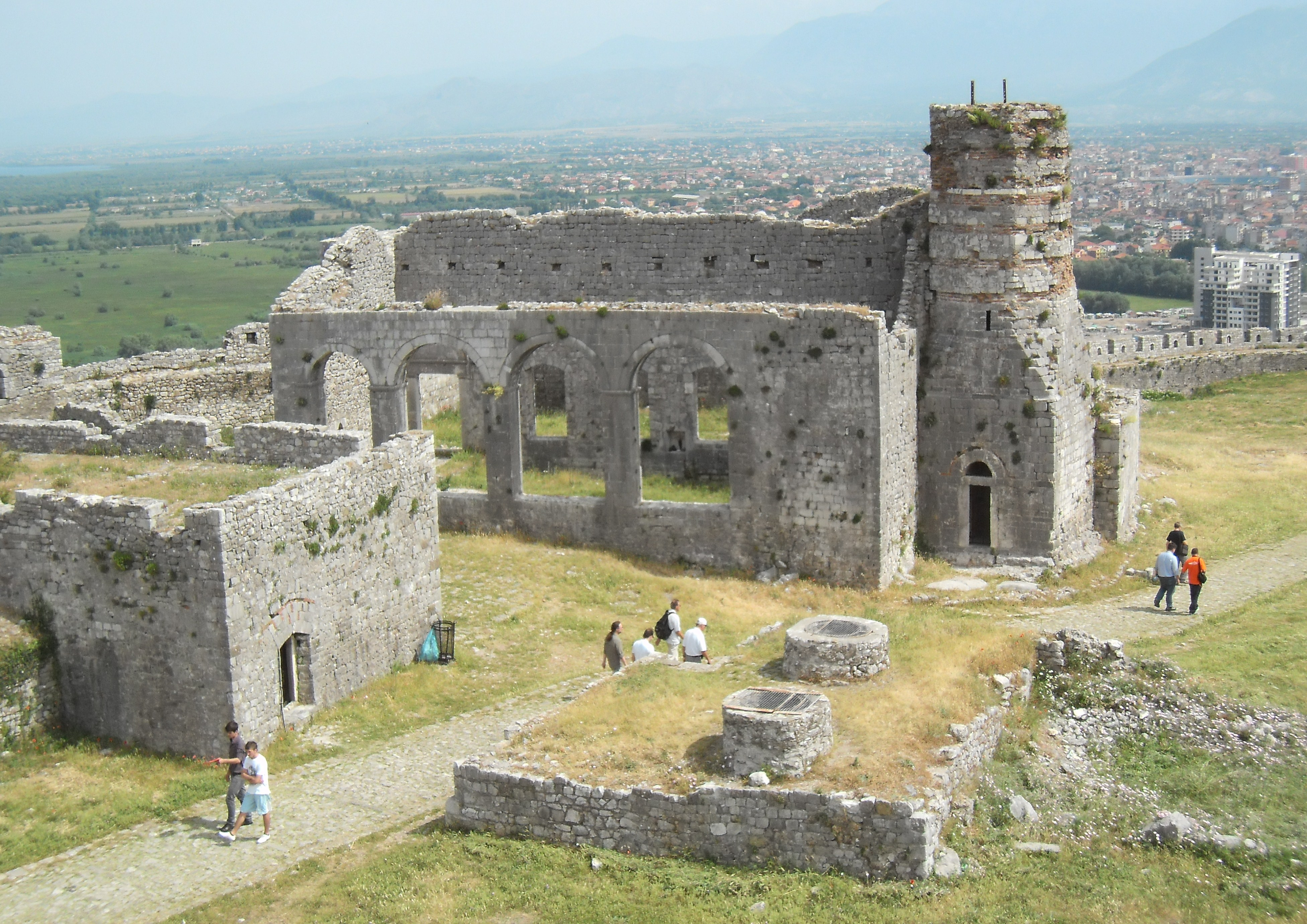
خرابه‌های مسجد سلطان محمد فاتح مربوط به دوران عثمانی در اشکودر

اسکندربیگ، از نظر مسیحی‌ها و مسلمان‌ها، قهرمان راستین آلبانی است. وی از مهم‌ترین شخصیت‌های کاتولیک است. توافق مسلمانان و مسیحیان آلبانی بر اسکندربیگ، نشانه خوبی برای شناخت روحیه ملی آلبانیایی‌ها است، چراکه، اکثریت جامعه آلبانی، عثمانی‌ها را متجاوز می‌دانند.
پس از آن‌که دولت عثمانی با زوال مواجه شد، دولت مستقل آلبانی در سال ۱۹۱۲ میلادی، و کلیسای ارتدوکس آلبانی به صورت مستقل اعلام موجودیت کرد. مجمع کشورهای بالکان متشکل از بلغارستان، صربستان، یونان و مونته‌نگرو که در سال ۱۹۱۲ م. (۱۲۹۱ خورشیدی) به‌وجود آمده‌بود پس از نبرد با عثمانی‌ها تا حوالی تنگه‌های بسفر و داردانل پیشروی داشتند. پس از شکاف میان کشورهای عضو مجمع کشورهای بالکان روسیه به امید دست یافتن بر تنگه‌های یادشده به صربستان قول داد تا از حق آن کشور برای دستیابی به سواحل آدریاتیک حمایت نماید. اما، اتریش که مخالف دستیابی صربستان به این دریا بود به شدت باتحقق چنین پدیده‌ای مخالفت کرد و بدین‌گونه بحرانی دیگر روابط بین‌الملل را تهدید نمود.
در سال ۱۹۱۳ م برای حل این بحران، کنفرانسی در لندن تشکیل شد که در آن به دلیل توافق دو قدرت اصلی وقت اروپا، آلمان و انگلستان، تصمیم گرفته شد که با تشکیل کشور جدید آلبانی، دست صربستان از دریا کوتاه شود و درعوض اراضی محدودی در بالکان به آن کشور داده شد، و بدین‌گونه کشور کوچک آلبانی در بخش غربی بالکان و ساحل شرقی دریای آدریاتیک پدید آمد.
آلبانی این استقلال را بیشتر مدیون کشورهایی چون ایتالیا و مقدونیه‌است که نمی‌خواستند صربستان قوی شود زیرا در آن زمان صربستان تلاش داشت بخش‌هایی از آلبانی را تحت تسلط خود درآورد.
پس از استقلال آلبانی تحت حمایت امپراتوری آلمان قرار گرفت و به همین دلیل در جنگ جهانی اول کشورهای فرانسه، مونته‌نگرو، صربستان، اتریش و ایتالیا آن را تا پایان جنگ تصرف کردند.

## دوره معاصر

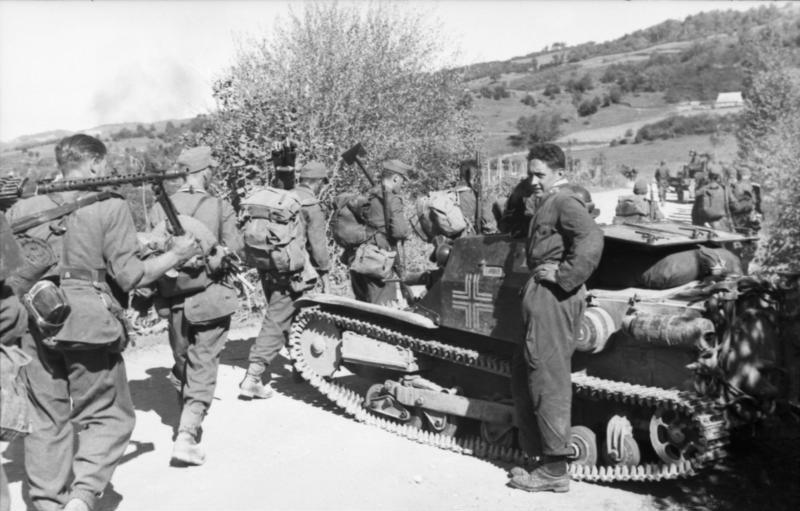
سربازان آلمانی در آلبانی در جنگ جهانی دوم

در سال ۱۹۲۰ میلادی، جامعه آلبانی به دو بخش تقسیم شد، یک بخش از بیک‌ها و زمینداران سنتی به دور احمد بیک زوگو، جمع شدند و در منطقه شمال و مرکز، یک حکومت محلی تشکیل دادند. از سوی دیگر با حمایت غرب، نیروهای سیاسی روشنفکر مسیحی با رهبری اسقف ارتدوکس، فان نولی در جنوب حرکتی شکل گرفت. در چنین وضعیت دوگانه سیاسی که بر آلبانی از سال ۱۹۲۰ تا ۱۹۲۴ میلادی حاکم بود، به تدریج نیروهای احمد زوگو به سمت کوزوو عقب‌نشینی کردند. فان نولی، در سال ۱۹۲۴ میلادی، دولت جدید تشکیل داد. دولت فان نولی نتوانست شناسایی بین‌المللی را در پی داشته باشد و شش ماه بعد، نیروهای احمد زوگو در پی کودتایی بر دولت فان نولی پیروز شدند. دولت احمد زوگو تا سال ۱۹۳۹ میلادی توانست در آلبانی امنیت نسبی ایجاد کند اما در نهایت در آوریل ۱۹۳۹، موسولینی که با دیدن الحاق اتریش به آلمان و تصرف چکسلواکی نمیخواست از هیتلر در کشورگشایی عقب بیوفتد، بهترین هدف را آلبانی دید، درنتیجه اولتیماتومی به دولت احمد زوگو برای تسلیم و الحاق آلبانی به ایتالیا فرستاده شد اما احمد الحاق و تصرف کشورش را نپذیرفت، عاقبت در ۷ آوریل نیرو های ایتالیایی تهاجم به آلبانی را آغاز و وارد خاک آلبانی شدند و به سرعت طی ۵ روز این کشور تصرف شد، سرانجام احمد به یونان گریخت و از آنجا به لندن رفت.
پس از تهاجم متفقین به ایتالیا در سال ۱۹۴۳ و تشکیل حکومت دست نشانده آلمان به نام جمهوری سوسیال ایتالیا در شمال آن، آلبانی نیز مانند سایر مناطقی که توسط ایتالیا اشغال شده بود به دست آلمان نازی افتاد. آلمانی‌ها آلبانی را به عنوان تبعیدگاه یهودی‌ها در نظر گرفتند و به این ترتیب آلبانی تنها کشور اروپایی است که جمعیت یهودیانش پس از جنگ جهانی دوم افزایش یافت.
علاوه بر این، پس از افتادن آلبانی به دست آلمان، آلبانیایی‌ها نه تنها حاضر نشدند مدارک و اسامی یهودیان را در اختیار قوای اشغالگر بگذارند، بلکه سازمان‌های دولتی این کشور با صدور اوراق هویت جعلی تلاش کردند تا یهودیان آلبانی را محافظت کنند.

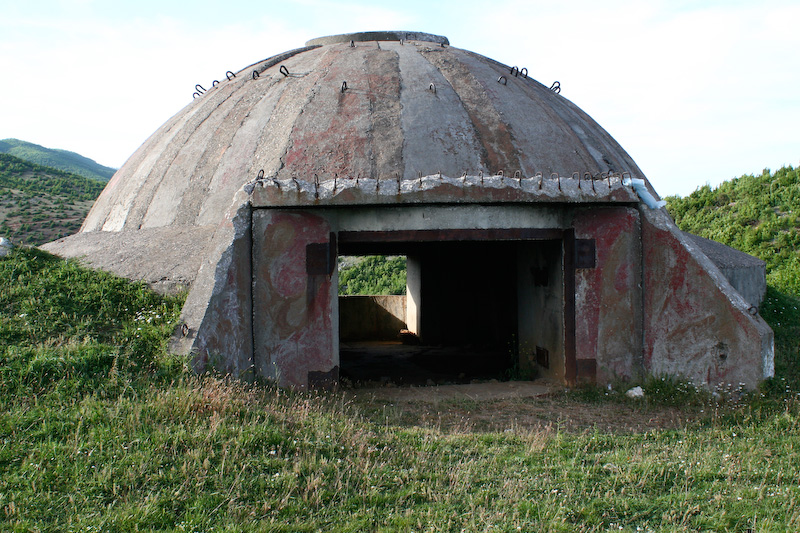
یکی از سنگرهای بتونی مربوط به دوران جنگ سرد در آلبانی

پس از آن، پنجاه سال حاکمیت کمونیسم بر کشور آلبانی این کشور را از تمامی دیگر کشورهای اروپایی منزوی نموده بود تا اینکه با فروپاشی رژیم در سال ۱۹۹۰ این کشور استقلال خود را مجدداً به‌دست‌آورد.
با از هم پاشیدن نظام کمونیست در جهان (۱۹۸۹) حزب‌های دموکراتیک جدید وارد میدان شدند و تغییر سیستم قدرت و ایجاد زمینه جدید باعث شد که آلبانی دوباره به سمت فرهنگ و فناوری غرب برود.
رژیم کمونیستی انور خوجه در سال ۱۹۹۰ فروپاشید و در سال ۱۹۹۱ جمهوری آلبانی بنیاد شد. در انتخابات مارس ۱۹۹۲ و در میان فروپاشی اقتصادی و ناآرامی‌های اجتماعی، حزب کمونیستی قدیم آلبانی یعنی حزب کار آلبانی شکست خورد. در اواخر سال ۱۹۹۶ و در پی فعالیت گروه‌هایی که از ترفندهای هرمی استفاده می‌کردند بحران اقتصادی در کشور تشدید شد و در سال ۱۹۹۷ به اوج خود رسید و کشور را با شورش مسلحانه روبه‌رو کرد. این روند کشور را با موج تازه‌ای از مهاجرت مواجه ساخت و بیشتر مهاجران به ایتالیا، یونان، سوئیس، آلمان و آمریکای شمالی رفتند.
جنگ کوزوو در سال ۱۹۹۹ بر آلبانی تأثیرگذار بود و شمار زیادی از آلبانیایی‌تباران کوزوو به آلبانی پناهنده شدند. آلبانی در سال ۲۰۰۹ عضو کامل پیمان آتلانتیک شمالی، ناتو شد و خواستار پیوستن به اتحادیه اروپا است.
| استقلال | آلبانی مستقل | امیرنشین آلبانی | جمهوری آلبانی | پادشاهی آلبانی | حکومت ایتالیا بر آلبانی | حکومت آلمان بر آلبانی | آلبانی سوسیالیست | جمهوری آلبانی |
| ------- | ------------ | --------------- | ------------- | -------------- | ----------------------- | --------------------- | ---------------- | ------------- |
| ۱۹۱۲    | ۱۹۱۲–۱۹۱۴    | ۱۹۱۴–۱۹۲۵       | ۱۹۲۵–۱۹۲۸     | ۱۹۲۸–۱۹۳۹      | ۱۹۳۹–۱۹۴۳               | ۱۹۴۳–۱۹۴۴             | ۱۹۴۴–۱۹۹۲        | از ۱۹۹۲       |